# 109. brigada (Hrvaška vojska)
Za druge 109. brigade glejte 109. brigada.
109. brigada je bila pehotna brigada v sestavi Hrvaške vojske.

## Zgodovina
Med hrvaško osamosvojitveno vojno je sodelovala pri obrambi Vinkovcev. Na višku je imela brigada okoli 4.000 vojakov.
26. maja 2006 je bila brigada odlikovana s redom Nikole Šubića Zrinskega.

## Organizacija
December 1991-Marec 1992
- štab
- 1. bataljon
- 2. bataljon
- 3. bataljon
- 4. bataljon
- 5. bataljon
- 6. bataljon
- Mešani artilerijski bataljon
- Oklepno-mehanizirani bataljon
- Zračnoobrambni bataljon
- samostojna četa
- inženirska četa
- diverzentski vod
- protidiverzentski vod
- izvidniški vod
- RKBO vod